# 卧龙山千佛岩石窟
卧龙山千佛岩石窟位於四川省梓潼縣城西南四十華里，文物遺址年代判定為唐。1956年8月16日公佈為四川省第一批歷史及革命文物保護單位。共40餘龕，後面一龕，系明末重刻。1980年7月7日列為四川省重新確定公布的第一批省級文物保護單位。2006年5月25日公佈為第六批全國重點文物保護單位。